# گریگوری میلهک
گریگوری میلهک (انگلیسی: Grégory Meilhac؛ زادهٔ ۵ سپتامبر ۱۹۷۱) بازیکن فوتبال اهل فرانسه است.
از باشگاه‌هایی که در آن بازی کرده‌است می‌توان به باشگاه فوتبال نیم المپیک اشاره کرد.